# Szamurájpáncélzat

A páncélos katonák legkorábbi ábrázolásai a kofun-korszakban (i. sz. 250-500) keletkeztek, kulcslyuk alakú sírokra állított terrakotta figurák, úgynevezett hanivák formájában.
A legtöbb korai japán páncélt kifejezetten úgy alakították ki, hogy védelmet nyújtson a nyílvesszők ellen. A szamurájok jellegzetes vértezete szinte eszményi módon védte lóháton ülő viselőjét. 
Minden páncéllal szemben kettős követelmény érvényesült: hajlékonynak és könnyűnek kellett lennie, miközben azonban hatékony védelmet is kellett nyújtania.

## A legelső páncélruhák, a tankó
A legkorábbi páncélok a Jamato állambeli sírokból kerültek elő. Ezeket nevezik tankónak. Nehéz vaslemezből készültek, amiket bőrszíjakkal erősítettek egymáshoz. Egyértelműen gyalogos katonákra tervezték őket. Szinte minden fennmaradt darabról elmondható, hogy szorosan illeszkedett a harcosok testéhez. A páncél elöl két részből állt, amiket szövetcsíkok fogtak össze. A jobb elülső részre, vagy akár mindkét oldalra, egy-egy felnyitható részt terveztek, hogy könnyebben magukra tudják azt ölteni. A karok alatti mély kivágások elöl a mellkas felső részére futottak ki, hátul pedig kicsit magasabbra. Az utóbbiakra egy pár, szövetből készült váll-lapot erősítettek, amik a csípőre nehezedő súly jelentős részét a vállakra helyezték át. 
„Az alsótestet védő, a peremes szélű testpáncélra rákötött harang szabású, alig térdig érő csataszoknyát kuszazurinak nevezték. A nyakvédőhöz hasonlóan, ez is mintegy tíz darabból állt, amelyeket a belső felületükön futó bőrszíjra fűztek fel, s a test két oldalán felhasították őket, hogy megkönnyítsék a páncélban való mozgást. Az alsó lábszárat akkoriban semmi sem védte, ám a fennmaradt sziklarajzok azt mutatják, hogy a katonák térd alatt megkötött, hosszú, bő szárú nadrágot viseltek. A vállat és a felkart ívelt lemezek védték, amelyek a váll és a könyök közötti részt fedték be. Az utolsó elem a lefelé keskenyedő, hosszú, cső alakú alkarvért volt. Ezeken apró bőrpikkelyek sorakoztak, így hatékony védelmet nyújtottak az alkar külső részének.”
A nyak védelméért a sisak oldalán és hátsó részén lefutó bőrszíjakra rendszerint öt, U alakú vascsíkot fűztek, úgy, hogy az alsó mindig rásimuljon a felette levő csíkra.
A nedves japán klíma miatt a fém részeket lakkréteggel vonták be.

## Az első lamelláris páncél, a keikó
A sok apró, egymást fedő, sorokban felfűzött  vas- vagy bőrpikkelyekből álló, flexibilis, szinte mindig háromszög alakú vértet lamelláris páncélnak nevezzük. Hatékonyságának titka az volt, hogy a páncélszövet elnyelte az ütések erejét, mielőtt még a vágófelület áthatolt volna rajta.
Továbbra is készítettek tankókat is, azonban új eljárást alkalmazva kifejlesztették a keikót a lovasság számára. Ez leginkább egy ujjatlan, elöl nyitott kabátra emlékeztetheti az embert, amelyhez egy combközépig érő, harangszabású szoknyarész tartozott. Derekánál egy sor elnyújtott, befelé hajló pikkelyből álló övrész húzódik. A keikó váll- és felkarvértje hasonlít a tankójéra, de ez már teljes egészében lemezekből készült. Az alkart immár nem körkörösen védték, csak egy vékony, függőleges lapocskát helyeztek fel, ami nem volt túlságosan hatékony megoldás. A láb mindig is sebezhető pontja volt a lovas katonáknak. Ezért a nyerget általában úgy készítették el, hogy védje a test alsó részét is. A keikóval együtt megjelent egy új sisaktípus is, mely annyiban tért el a tankó sisakjától, hogy az elülső részéhez egy előugró ellenzőrészt szegecseltek, amit vagy geometriai mintával, vagy stilizált indamotívumokkal díszítettek, illetve a sisak csúcsát egy kupa formájú dísz zárta le.

## A joroi páncél
A 12. századra a szamurájok többsége már a jellegzetes, dobozszerű joroit viselte, amely igazából a keikó továbbfejlesztett változata volt. Ez már kisebb, egymáshoz rögzített, lakkozott pikkelyekből készült. A részekből nagyobb páncéllemezeket készítettek, melyeket selyem- vagy bőrszíjakkal kötöttek egymáshoz. A lemezek vasból vagy bőrből készültek. Mivel egy vaspáncél túl nehéz lett volna, a fémpikkelyek olyan helyre kerültek, ahol a legerősebb védelemre volt szükség. Máshol bőrpikkelyekkel helyettesítették őket. Így a vért súlya mindössze körülbelül mintegy 30 kilogramm volt. A joroi legnagyobb hátránya a merev, nem hajlékony, dobozszerű formája volt, ami leszűkítette a szamuráj mozdulatait, ha az gyalogosan küzdött vagy lóháton kézifegyvert használt. A lőfegyverek ellen viszont ideális védelmet nyújtott. A testpáncél (dó) négy részből állt. A két nagy vállvértet (szode) a páncél hátsó részéhez rögzítették egy díszes csomóval, amit agemakinak neveznek.
„Az agemaki szabad mozgást engedett a karoknak, miközben a test mindig fedett maradt. A vállvérthez további két védőlemez tartozott, ami a zsinórok átvágását akadályozta meg. Mellvéd gyanánt díszes bőrlemezt erősítettek a mellkas fölé, hogy megakadályozzák a nyílvesszők becsapódását. A sisakot (kabuto) általában 812 darab, nagy, kiemelkedő, csúcsban végződő szegecsekkel összeillesztett darabból állították össze. Az ellenzőt (mabiszasi) a sisak elülső részéhez szegecselték, s mintás bőrrel fedték be. A nyakat hátul nehéz, öt darabból álló páncél (sikoro) védte, amelyet a sisakra erősítettek. A felső négy elemet visszahajtották a két végén az arcnál (fukigaesi), amely felfogta a vízszintes sávokból álló sikoróra fentről lefelé mért csapást. A sisak alatt rendszerint fejfedőt (ebosi) viseltek, ám, ha a szamurájnak hosszú haja volt, varkocsát (motodori) kivezethette a sisak csúcsán, a lapocskák találkozásánál található nyíláson (tehen). Néhány képen a szamurájok primitív maszkokat viselnek (happuri), amely csupán a homlokot és az orcákat takarta. A jobb karon nem hordtak vértet, hogy akadály nélkül fel tudják húzni az íjat, a balon viszont a bő ruhaujjra védőlemezeket varrtak.”

## Haramaki és hara-ate páncél
A haramaki a joroi egyszerűsített változata, kevésbé tágas és dobszerű, mindössze negyed annyiba kerülő lovasíjász-páncéltípus volt. Nagyjából egyszerre jelent meg a joroi páncéllal. A két vért közti legfőbb különbséget az jelentette, hogy a vadiatét, a jobb kar alá csatlakoztatott önálló lemezt elhagyták, a páncél elemeit pedig az egymásra fekvő szélek összekötözésével kapcsolták össze. Ujjak csak opcionálisan tartoztak a haramakihoz, de a harcosok gyakran csatlakoztattak hozzá ilyeneket. A felsőkart hiroszodék, flexibilis ujjak védték. A vértet a katakami zsinórokkal függesztették a harcos vállára, a kuszazuri pedig a felső lábszárat óvta a sérülésektől.
A haramaki tehát egy gazdaságos páncél volt, amit a szegényebb szamurájok hordtak, míg a magasabb rangú harcosok továbbra is a drága és tágas joroi páncélt viselték. 
A gyalogos harcosoknak azonban nem volt szükségük a vállpanelekre sem, inkább egy ettől is egyszerűbb és olcsóbb viseletek részesítettek előnyben.  Ez volt a hara-ate, ami igazából nem több, mint egy megerősített törzsvédő eszköz. Használata igen célszerűnek bizonyult, azonban nyilvánvaló fogyatékosságokkal rendelkezett, hiszen nem takarta sem a hátat, sem az oldalakat.

## Dómaru páncél
A 14. század elején új, a hara-atén alapuló vértezett típus jelent meg, amely azonban elődjétől már sokkal jobb védelmet biztosított viselőjének. Ez a dómarunak („kerek törzs”) nevezett testpáncél lakkal bevont, megerősített törzsvédelemmel rendelkezett. Igazából ezt tartják a szengoku dzsidai (azaz a hadakozó fejedelemségek kora) páncélzatának. Eredetileg gyalogosok viselték. Szorosan körbefogta a testet, illetve a kisebb vállvértek miatt sokkal alkalmasabb volt a gyalogos harcra és a nyeles fegyverek használatára. Ismeretes egy ilyen típusú fennmaradt páncélöltöny, melyet női testre szabtak. A hagyomány szerint ezt egy Curuhime nevű nő használta 1542-ben, a Japán-beltengeren vívott ütközetekben.
Idővel már nem igazán tudták megkülönböztetni a dómarut a haramakitól. A 16. századtól a háton megkötött páncélt nevezték haramakinak, az oldalt kötős változatot pedig dómarunak hívták.

## Tószei guszoku páncél
A tószei guszoku egy új páncéltípust képviselt, melyet a 16. század végére alkottak meg. Könnyebb és hajlékonyabb volt a korábbi vérteknél, illetve kevesebb zsinórzatot is igényelt azoknál. A test nagyobb részét védte hatékonyabban a lándzsaszúrásoktól. Különösen jól védelmezte a has alsó tájékát. Az üres páncélok elég erősek voltak ahhoz, hogy önmagukban is megálljanak, ezért olykor „álló páncélként” (tacsi dó) emlegetik.